# Sønder Vedby Skovhuse
Sønder Vedby Skovhuse er en satellitby på Falster med 293 indbyggere  (2024), beliggende 4 km øst for Nykøbing Falsters centrum og kun ½ km fra udkanten af Nykøbing. Østerskov skiller de to byer. Byen hører til Guldborgsund Kommune og ligger i Region Sjælland.
Sønder Vedby Skovhuse hører til Idestrup Sogn. Idestrup Kirke ligger i Idestrup 4 km sydøst for Sønder Vedby Skovhuse.

## Historie

### Jernbanen
I 1928 blev Sønder Vedby trinbræt oprettet på Stubbekøbing-Nykøbing-Nysted Banens strækning Nykøbing-Stubbekøbing (1911-66). Det lå ved Grønsundsvej (landevejen Nykøbing-Stubbekøbing) med perroner på begge sider af vejen. I banens sidste år blev trinbrættet flyttet ½ km mod nordvest til Sønder Vedby Skovvej, så det lå mere centralt i den opvoksende bebyggelse, og det skiftede navn til Sønder Vedby Skovvej trinbræt.
2 km af banens tracé er bevaret som en asfalteret sti mellem Grønsundsvej og Østre Alle i Nykøbing.